# 인비저블 사인
《인비저블 사인》(영어: An Invisible Sign)은 2010년 공개된 미국의 드라마 영화이다.
이 영화는 비평가들로부터 부정 평가를 받았으며 박스오피스에서 51,138 달러의 수익을 올렸다.

## 줄거리
모나 그레이는 아버지가 정체불명의 질병을 앓게 되자 그로 인해 마음을 닫고 수학의 세계에 빠져든다. 어른이 된 후 어머니의 강요로 독립하게 된 모나는 초등학교 수학 교사로 일하게 된다. 자신이 교사로서 특별한 재능이 있음을 알게 된 모나는 다시 삶 속으로 발을 내딛게 된다. 모나는 특히 암으로 투병 중인 어머니를 둔 학생 리사 비너스에게 깊은 관심을 보인다. 동료 교사 벤 스미스가 모나에게 호감을 표현하지만 그녀는 이전의 자기 파괴적인 성향으로 돌아간다. 결국 모나는 학생들에게 사랑을 쏟으며 자신의 가치를 깨닫고, 벤과 서로의 사랑을 확인하며 성장한다.

## 출연진
- 제시카 앨바
  - 베일리 매디슨
- 크리스 메시나
- 소니아 브라가
- 존 셰이
- J. K. 시먼스
- 소피 니와이더
- 메릴루이즈 버크
- 애슐리 앳킨슨
- 제이크 시실리아노
- 조애나 애들러
- 블라이스 오파스

## 기타 제작진
- 라인 제작: 매슈 마이어스 (추가 촬영, 크레디트 미기재)
- 공동 제작: 케이티 머스터드 (크레디트 미기재)
- 협력 제작: 미치 글릭 (크레디트 미기재)
- 배역: 에이비 코프먼
- 의상: 세라 비어스